# Церква Покрови Пресвятої Богородиці (Лози)
Церква Покрови Пресвятої Богородиці в Лозах — парафія і храм Вишнівецького благочиння Тернопільської єпархії Православної церкви України в селі Лози Тернопільського району Тернопільської области.

## Історія церкви
Відкриття храму відбулося у 1887 році на свято Покрови Пресвятої Богородиці. Будівля дерев'яна, на кам'яному фундаменті, має восьмикутну форму і увінчана шістьма куполами. На церковній землі за кошти парафіян збудували будинки для настоятеля і псаломщика. У 1950 році священника Василя Зілітнікевича виселили з церковного будинку, а приміщення використовували як дитячий садок, контору, сільську раду та медпункт.
У 1962 році храм закрили, усе церковне начиння вивезли і спалили, а настінні розписи зафарбували. У 1989 році храм знову зареєстрували та відкрили. За кошти громади було проведено капітальний ремонт, придбано новий іконостас, а також розписано церкву ззовні та всередині. У 1990 році в Неділю Самарянки освятили престол, і храм відновив свою діяльність.
У селі є капличка, до якої щороку на свято святих мучеників Маковеїв відбувається хресний хід із церковними співами та водосвятним молебнем.

## Парохи
- о. Василь Зілітнікевич,
- о. Мирослав Стечишин (з 2002).